# 王丽娜 (排球运动员)
王丽娜（1978年2月5日—），黑龍江伊春人，中國女排主力主攻手，身高1.81米。王丽娜扣球高度最高達3.19米，攔網高度最高達3.10米。

## 团体三大賽榮譽
| 年份   | 世界大賽 (主辦國)          |
| ------ | -------------------------- |
| 1996年 | 亞特蘭大奧運會亞軍 ( 美國) |
| 1998年 | 第13屆世錦賽亞軍 ( 日本)   |
| 2003年 | 第9屆世界盃冠軍 ( 日本)    |
| 2004年 | 雅典奧運會冠軍 ( 希臘)     |